# 川口駅 (樺太拓殖鉄道)
川口駅（かわぐちえき）は、樺太大泊郡富内村に存在した樺太拓殖鉄道の駅である。

## 歴史
- 1936年11月1日：皆岸駅 - 富内駅間が開通[1]。
- 1940年：バスとの競合により休止[2]。
- 1942年：王子製紙大泊工場への木材輸送のため貨物輸送のみ再開。
- 1944年1月：王子製紙大泊工場の操業中止に伴い貨物輸送休止（事実上の廃線）。

## 隣の駅
樺太拓殖鉄道
皆岸駅 - 川口駅 - 富内駅